# Člupy
Člupy este o arie protejată (arie specială de conservare — SAC, sit de importanță comunitară — SCI) din Republica Cehă întinsă pe o suprafață de 17,98 ha, integral pe uscat.

## Localizare
Centrul sitului Člupy este situat la coordonatele 49°08′57″N 16°57′02″E / 49.149167°N 16.950556°E.

## Înființare
Situl Člupy a fost declarat sit de importanță comunitară în decembrie 2007 pentru a proteja un număr necunoscut de specii din flora spontană și fauna sălbatică aflate în arealul zonei. Situl a fost protejat și ca arie specială de conservare în ianuarie 2017.

## Biodiversitate
Situată în ecoregiunea panonică, aria protejată conține 3 habitate naturale: Pajiști uscate seminaturale și facies de acoperire cu tufișuri pe substraturi calcaroase (Festuco-Brometalia) (* situri importante pentru orhidee), Pajiști uscate seminaturale și facies de acoperire cu tufișuri pe substraturi calcaroase (Festuco-Brometalia) (* situri importante pentru orhidee), Pajiști stepice subpanonice.
La baza desemnării sitului se află un număr nedeclarat de specii protejate.